# Opowiem ci o mnie
Opowiem ci o mnie – album studyjny polskiego piosenkarza Pawła Domagały. Wydawnictwo ukazało się 18 listopada 2016 nakładem wytwórni muzycznej Mystic Production.
Pod względem muzycznym płyta łączy w sobie przede wszystkim pop i rock.
Album zadebiutował na 4. miejscu polskiej listy sprzedaży – OLiS. Płyta uzyskała certyfikat platynowej płyty za sprzedaż ponad 30 tysięcy kopii.

## Lista utworów
Opracowano na podstawie materiału źródłowego.
1. „Zuza” – 3:56
2. „Hiob” – 3:14
3. „Gdybyś była” – 3:44
4. „Nie zdejmuj rąk” – 3:16
5. „Opowiem ci o mnie” – 4:14
6. „Szczęście” – 3:00
7. „Jestem tego wart” – 3:32
8. „Nie okalecz mnie” – 3:00
9. „Warszawa” – 5:11
10. „Tu i teraz” – 2:09

## Pozycja na liście sprzedaży
| Kraj   | Lista         | Najwyższa pozycja |
| ------ | ------------- | ----------------- |
| Polska | OLiS – albumy | 4                 |

## Certyfikaty i sprzedaż
| Data             | Certyfikat ZPAV | Sprzedaż |
| ---------------- | --------------- | -------- |
| 1 marca 2017     | złota płyta     | 15 000+  |
| 19 września 2018 | platynowa płyta | 30 000+  |